# Mastercard
Mastercard Inc. – spółka i organizacja członkowska zrzeszająca ponad 25 000 instytucji finansowych wydających karty płatnicze sygnowane marką i logo Mastercard, Maestro oraz Cirrus.
Organizację założyło kilka banków amerykańskich (United California Bank, Wells Fargo, Crocker National Bank, Bank of California), jako konkurencję dla podobnej organizacji BankAmericard (założonej przez Bank of America, przekształconej później w Visę).
W 2002 roku w wyniku połączenia MasterCard International z europejską organizacją wydającą karty płatnicze – Europay International (poprzednio Eurocard International) powstała organizacja pod nazwą MasterCard Worldwide.
Dla użytkowników wybranych kart z logo Mastercard organizacja udostępnia program lojalnościowy Bezcenne Chwile (znany także jako Priceless Specials).
Przed wejściem na giełdę (2006) organizacja miała formę prawną spółdzielni zrzeszającej banki, obecnie jest spółką publiczną.